# Али, Белал
Белал Мансур Али (араб. بلال منصور علي ‎, род. 17 октября 1988 года в Кении) — легкоатлет, представляющий Бахрейн и специализирующийся в беге на 800 и 1500 метров. Призер Азиатских игр 2006 и 2010 года в беге на 1500 метров.

## Карьера
Белал Мансур Али родился в Кении, где получил имя Джон Кипкорир Эго. Множество споров вызывает его возраст, так как спортсмен неоднократно подозревался в фальсификации данных, касающихся даты рождения. В юности Али сменил принял гражданство Бахрейна и на международных соревнованиях представляет эту страну.
Первым крупным международным турниром, в котором принял участие уроженец Кении стал Чемпионат мира 2005 года, где он занял седьмое место в беге на 800 метров.
В 2006 году он принял участие в Чемпионате мира среди юниоров и завоевал бронзовую награду в беге на 1500 метров. А в декабре того же года выиграл серебряную медаль на Азиатских играх, проходивших в Дохе на аналогичной дистанции.
На Всемирном легкоатлетическом финале в 2007 году показал третий результат, уступив соотечественнику Юсуфу Камелю и Мбулаени Мулаудзи из ЮАР.
На Олимпийских играх 2008 года в Пекине спортсмен показал седьмой результат на дистанции 1500 метров, а на 800 метрах закончил соревнования в полуфинале.
В ноябре 2010 года Али завоевал бронзовую медаль на Азиатских играх в Гуанчжоу на дистанции 1500 метров.
На Олимпийских играх 2012 года в Лондоне спортсмен показал десятое время в забеге на 1500 метров.